# Berdan Çayı
Berdan Çayı nebo též jen Berdan (starořecky Κύδνος) je řeka v jižní Anatolii v Turecku, v regionu s názvem Çukurova (Mersinská provincie). Celková délka řeky činí 124 km. Je využívána v zemědělství a zavlažování, také k výrobě elektrické energie (je na několika místech přehrazena). Povodí řeky činí 1592 km2

## Historie
Význam řeky z historického hlediska spočívá v tom, že protéká historicky významným městem Tarsus. Po řece se údajně plavila Kleopatra s Markem Atoniem. 
Vzhledem k rozdílu nadmořské výšky i klimatických poměrů u zdroje a u ústí je typická svoji chladnou vodou. Sedmý chalífa Al-Ma’mún po koupeli v řece onemocněl a zemřel.
V roce 2020 byly kaňony řeky a tarsuský vodopád zapsány na seznam chráněných území v Turecku.

## Průběh toku

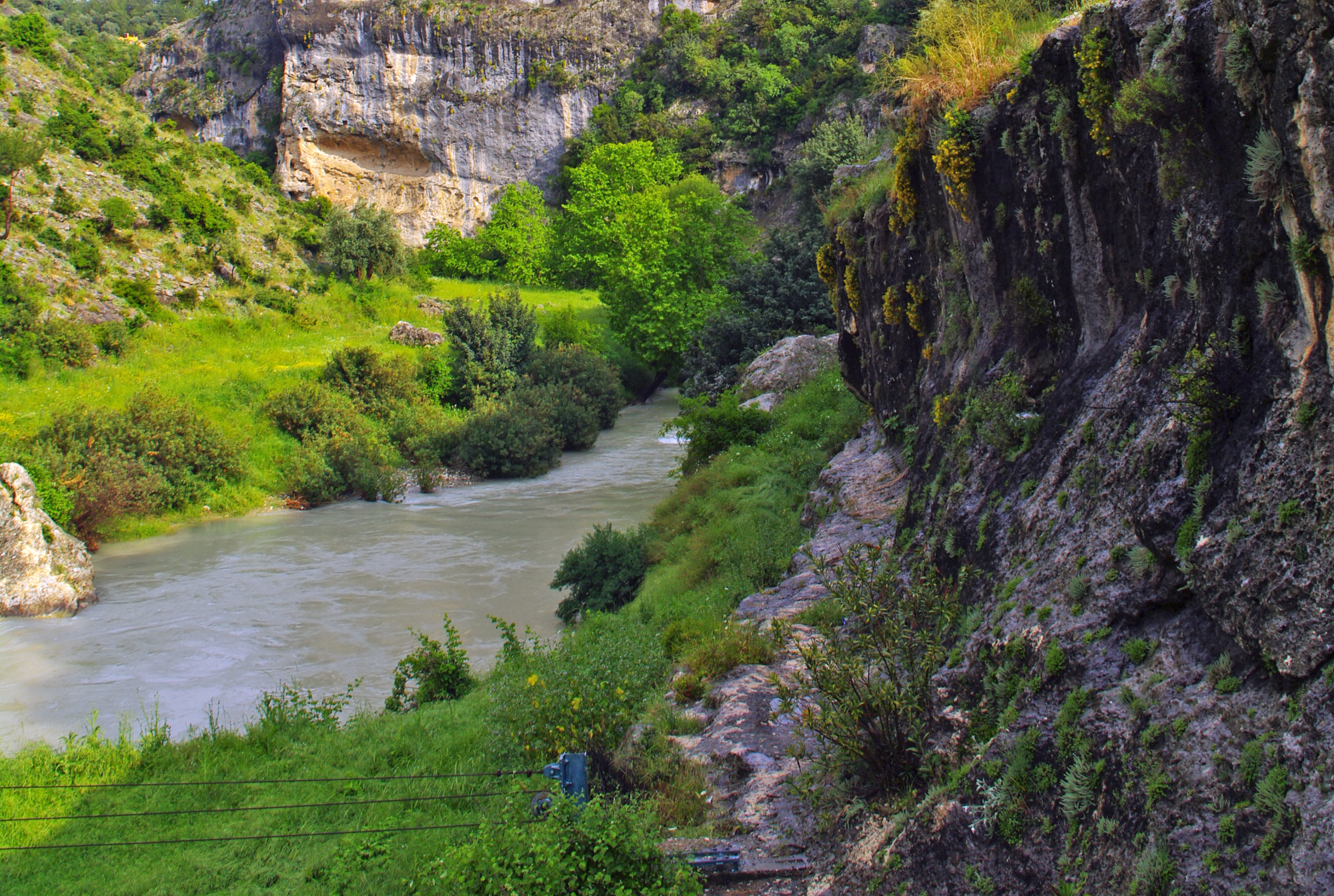
Řeka a okolní krajina

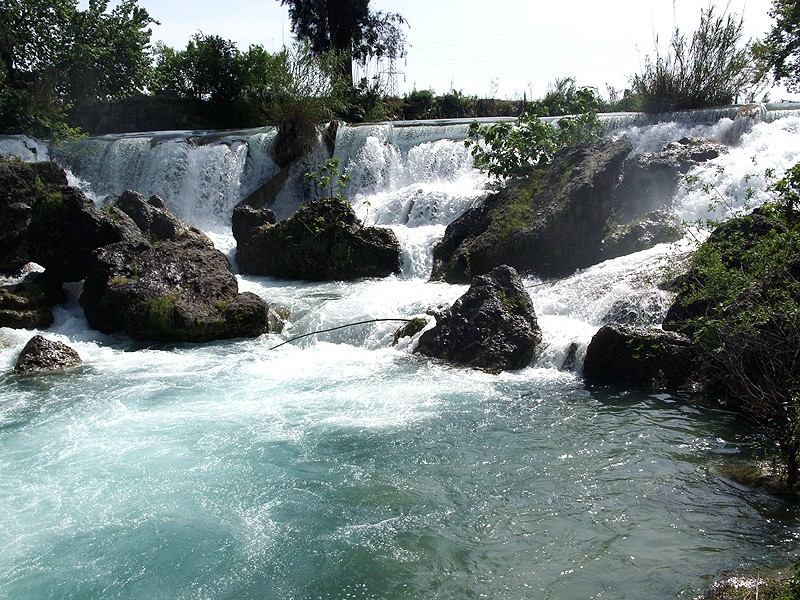
Vodopád v Tarsu

Řeka pramení v pohoří Taurus. Jako horská bystřina z pohoří vytéká hlubokým údolím východně od města Çamlıyayla. Kaňonovité údolí má řeka po velkou část svého toku téměž až k Berdanské přehradě. Úzké údolí je jen těžko prostupné a nejsou ním vedeny téměř žádné dopravní tahy ani jiné významné komunikace. Některé části jsou navštěvovány jako turistická/sportovní destinace.
Během svého toku (směrem na jih) přibírá celkem dva přítoky: Kadıncık a Pamukluk. 
Na řece se nachází celkem tři vodní elektrárny: Kadıncık I, Kadıncık II a Berdan. Budovány byly v letech 1971 až 2003. První dvě uvedené jsou menší nádrže a poslední patří k velkým vodním elektrárnám. 
V samotném Tarsu se na řece nachází vodopád.
Dále pod Tarsem se již žádná vodní díla na řece nenacházejí, naopak z vodního toku a do něj ústí různé zavlažovací kanály. Řeka zde poměrně hodně meandruje, její tok je však usměrňován okolními valy. 
Při svém ústí má řeka průtok 42 m3/s, což překonává průtok několika delších a větších řek v regionu. Řeka ústí do Středozemního moře; její sedimenty (spolu s řekou Seyhan) vytvořily v průběhu tisíců let úrodnou rovinatou krajinu, využívanou k zemědělství. V žádné své části není řeka splavná.

## Znečištění
Řekou jsou vypouštěny odpady (např. plasty) do Středozemního moře. Evropská investiční banka financovala projekt snížení množství vypouštěných splašků do řeky, čímž by měla být zvýšena kvalita vody.